# 明珠灣區
明珠灣區，是中國廣東省廣州市南沙區規劃的新區。規劃面積103平方公里，位於蕉門水道、鳧洲水道與龍穴水道的交匯處，由明珠灣起步區、珠江東、慧谷、龍穴北四個區域組成。

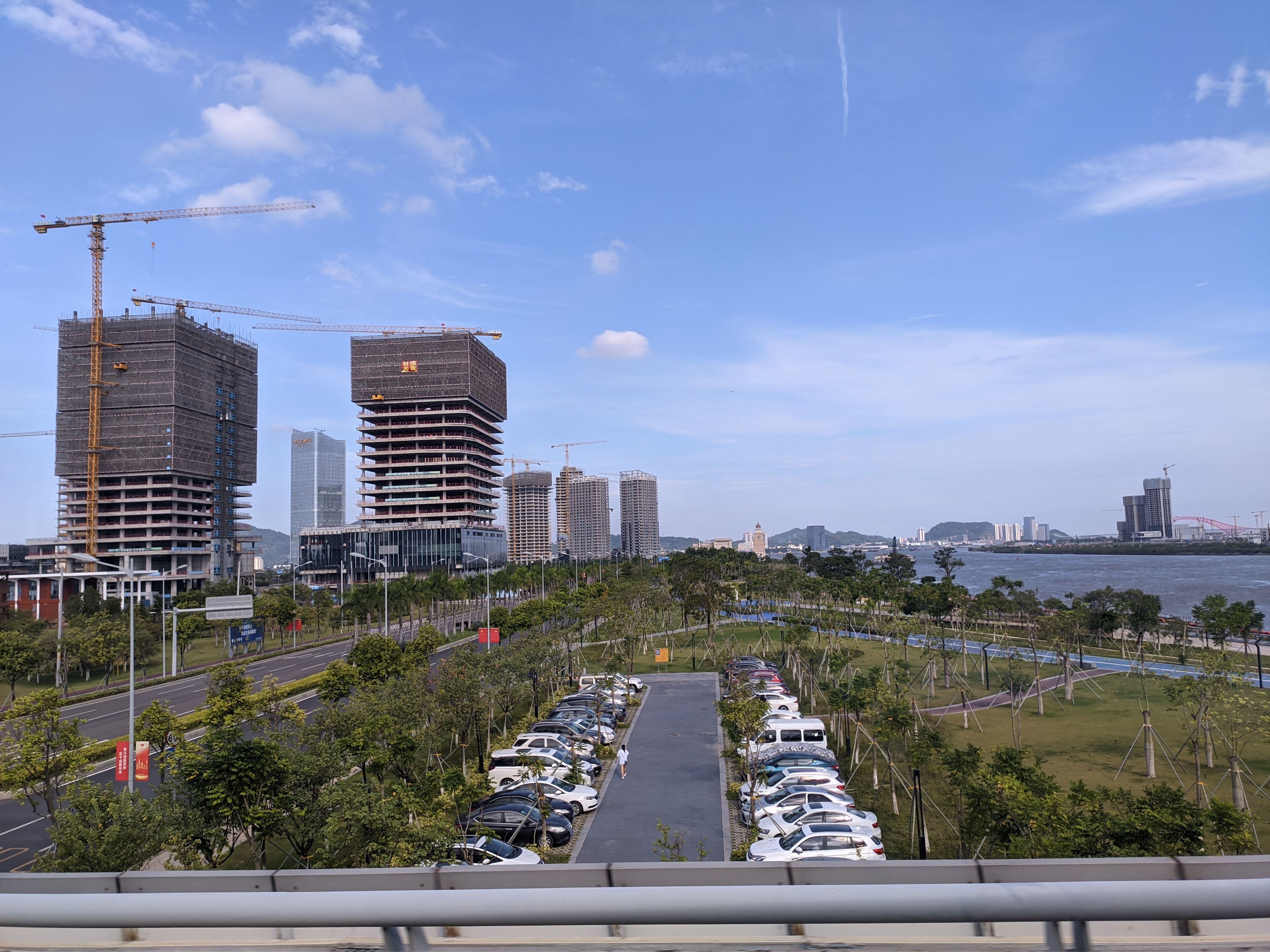
明珠灣區起步區

明珠灣起步區位於明珠灣區西北部，規劃面積33平方公里，其中陸域面積18.6平方公里，規劃建設用地18.3平方公里。用地北至莞佛高速，南至下橫瀝水道，西至京珠高速和靈新大道，東至三鎮大道。包括靈山島尖、橫瀝島尖、蕉門河口片區和慧谷西區四個片區。

## 大眾運輸
- 广州地铁18号线橫瀝站

1. ↑  李苑立. . 香港商報. 2019-05-22  [2024-09-08].